# Daguao (Ceiba)
Daguao es un barrio ubicado en el municipio de Ceiba en el Estado Libre Asociado de Puerto Rico. En el Censo de 2010 tenía una población de 235 habitantes y una densidad poblacional de 77,55 personas por km².

## Geografía
Daguao se encuentra ubicado en las coordenadas 18°14′26″N 65°40′51″O / 18.24056, -65.68083. Según la Oficina del Censo de los Estados Unidos, Daguao tiene una superficie total de 3.03 km², de la cual 3.03 km² corresponden a tierra firme y (0.09%) 0 km² es agua.

## Demografía
Según el censo de 2010, había 235 personas residiendo en Daguao. La densidad de población era de 77,55 hab./km². De los 235 habitantes, Daguao estaba compuesto por el 80.43% blancos, el 8.94% eran afroamericanos, el 0.43% eran amerindios, el 0.43% eran asiáticos, el 7.23% eran de otras razas y el 2.55% pertenecían a dos o más razas. Del total de la población el 98.72% eran hispanos o latinos de cualquier raza.